# 草嶺古道

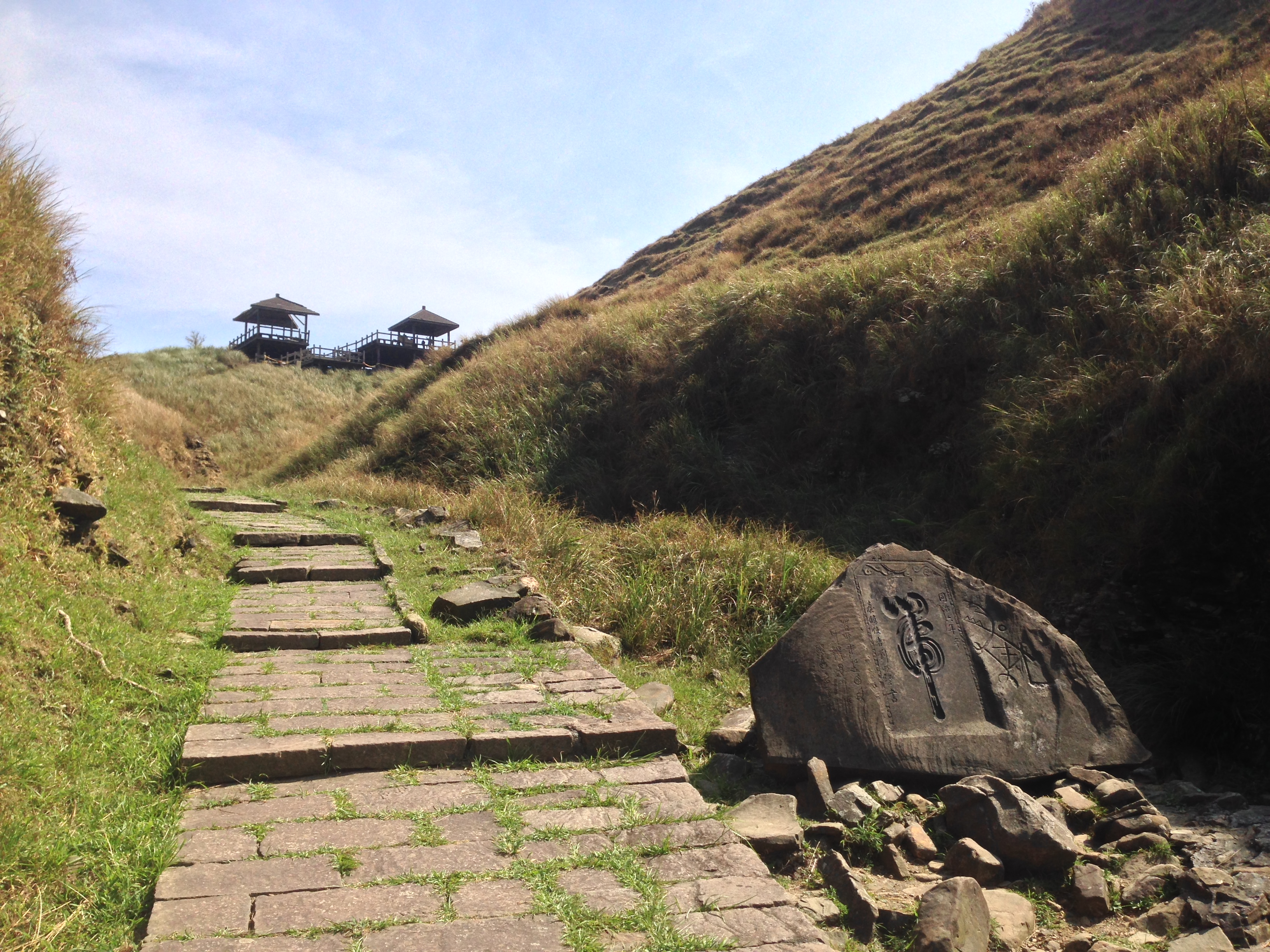
芒草開滿山頭的草嶺古道埡口與虎字碑。

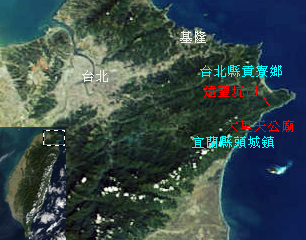
路線圖

草嶺古道，是一條連接台湾新北市貢寮區遠望坑與宜蘭縣頭城鎮大里山區的步道。屬古代淡蘭古道北路一部分，亦為目前僅存的路段之一。
「草嶺」之名得自海拔較高處道旁山嶺芒草生長茂盛，幾乎不存其餘樹種。古道長約8.5公里，途中有雄鎮蠻煙碑、虎字碑等經過政府審查認定的古蹟，於埡口及宜蘭縣部分可遠望龜山島。在失去運輸用途後，古道近年來已成為熱門景點，目前由交通部觀光署東北角暨宜蘭海岸國家風景區負責經營管理。

## 歷史

### 清代以前
據《台灣省通志》記載，一位台灣原住民平埔族闢建了臺北與宜蘭間的山路，後來的人也都循著這條路線，出入往來兩地，這就是最早見諸文獻上的淡蘭古道。淡即淡水廳，以艋舺（今台北市萬華區）為其起點。蘭則為噶瑪蘭廳（今宜蘭縣），貫通山區的這條道路就叫做「淡蘭古道」。由艋舺前往噶瑪蘭，必須經過三貂嶺與草嶺兩座山脈，因此，淡蘭古道又可分為「三貂古道」與「草嶺古道」。
又有一說淡蘭古道是由嘉慶12年（1807年），台灣知府楊廷理所開。

### 清代
清朝同治年間，於同治5年調任台灣的台灣鎮總兵劉明燈，就任一年後，在他走過的淡蘭古道上，先後留下了金字碑、雄鎮蠻煙碑以及虎字碑，即使劉明燈對當時的台灣貢獻與影響不多，但也因這些古蹟而被歷史所記載。
1881年左右，淡蘭古道是唯一由清政府認定的官道，沿途設有隘寮（募集壯丁保護行旅安全，類似現今保鏢）、遞舖（傳遞信件貨物的轉接站）、驛站，十分方便與安全。因此台灣先民到宜蘭開墾時，大多都是經過淡蘭古道；而官方巡視與交通頻繁，亦造就淡蘭古道上許多古蹟。

### 近代
日本文化人類學家伊能嘉矩在1897年10月8日看到虎字碑，寫出以下的文字：「接近嶺頂時，新路與舊道會合了。這裡有一塊大石，約六尺長，石面平滑，刻有草書體的虎字，筆勢雄渾，右側刻有同治六年冬，左側也刻有臺鎮使者劉明燈書等幾個字。這是由台北進入宜蘭的越嶺道在修復的時候，所建立的歷史紀念物。附近沒多遠的地方就是嶺頂，也就是基隆郡與宜蘭郡的分界線。」
宜蘭線鐵路1917年開始興建，1919年3月24日，位於平原的宜蘭＝蘇澳間先行通車。同年5月5日，八堵＝瑞芳間亦告峻工，但由於草嶺隧道工事尚在進行，此段尚不能直通宜蘭線，暫稱「瑞芳線」。
宜蘭線全部通車前，草嶺古道仍為兩地間的交通要道。旅客需至鄰近車站下車後，更換草鞋徒步過山。直至1924年隧道完工，列車得以直通運行才漸趨沒落。
草嶺周邊古道經歷約130年的演變，功能早已式微，今日僅存「三貂嶺古道」、「草嶺古道」與「隆嶺古道」三段，其餘路段已被鐵路、公路所取代。

## 景點
古道途中設有涼亭、解說牌及公共廁所，於古道大里端有一處遊客服務中心，提供古道遊客休息與服務。若中途不休息，步道（遠望坑→大里車站）依腳力約2~3小時可完成。

### 古道

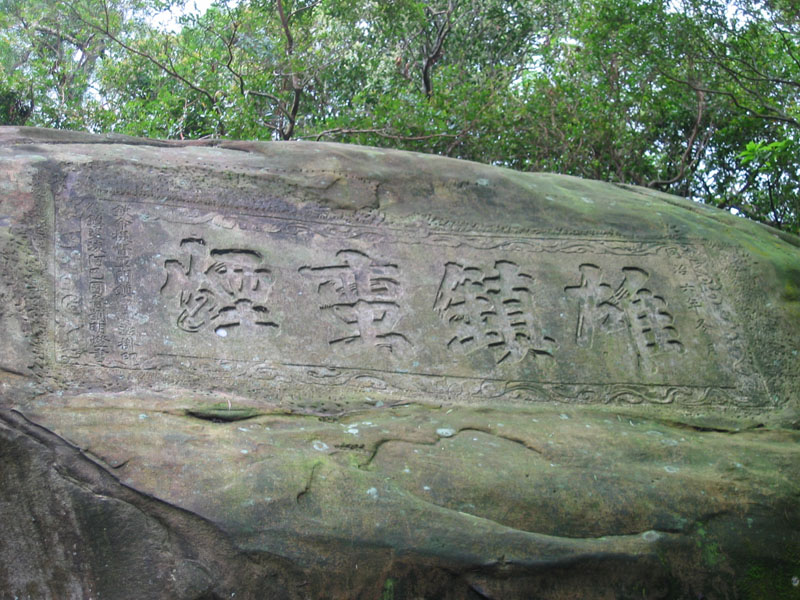
雄鎮蠻煙碑

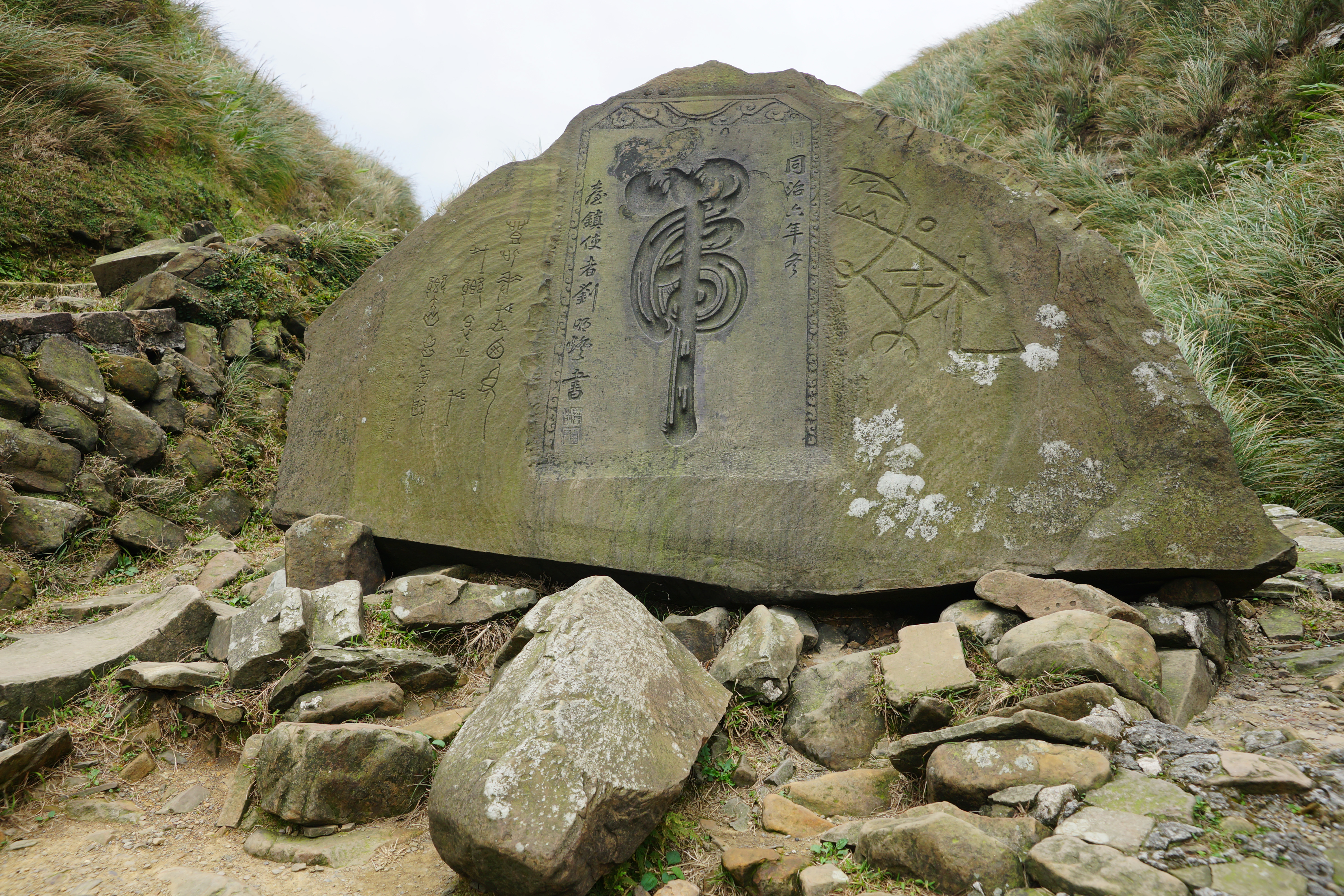
虎字碑

- 遠望坑親水公園：位於遠望坑口進入草嶺古道約1.1公里處的左側小型河谷平原，原本為農地，現已改建成親水公園。溪流兩旁建有木製步道、橋樑及涼亭，遊客可在漫步其間，欣賞大自然風光，亦可觀賞溪裏成群的臺灣溪哥魚和苦花魚[2]。

- 跌死馬橋：以前為木製，下過雨後木板濕滑，曾有馬經過時跌落橋下，故此得名。

- 雄鎮蠻煙碑（三級古蹟）：清同治6年（1867年），台灣鎮總兵劉明燈為了鎮壓山魔所題。此碑位於草嶺古道半山腰，寬336公分、高119公分，每字寬55公分、高70公分。後人有詩讚美雄鎮蠻煙碑：「『雄』危聳旁其卯星，『鎮』迫龍更抱心胸，『蠻』氣霏霏龍吸雨，『煙』兌亨亨虎吞風。」

- 虎字碑（三級古蹟）：位於離古道最高點約130公尺處，海拔約330公尺。同治6年（1867年），劉明燈路經之處被風暴所阻，取《易經》「雲從龍、風從虎」之義，以芒花為筆，就地揮毫。其字寬40公分、高1公尺，為草書字體。

- 埡口平台及觀景亭：埡口處有一平台，為整條古道地勢最高點，向南可遠眺太平洋、龜山島及宜蘭縣頭城鎮大里聚落。古道西側山丘上建有觀景亭，視野更佳。

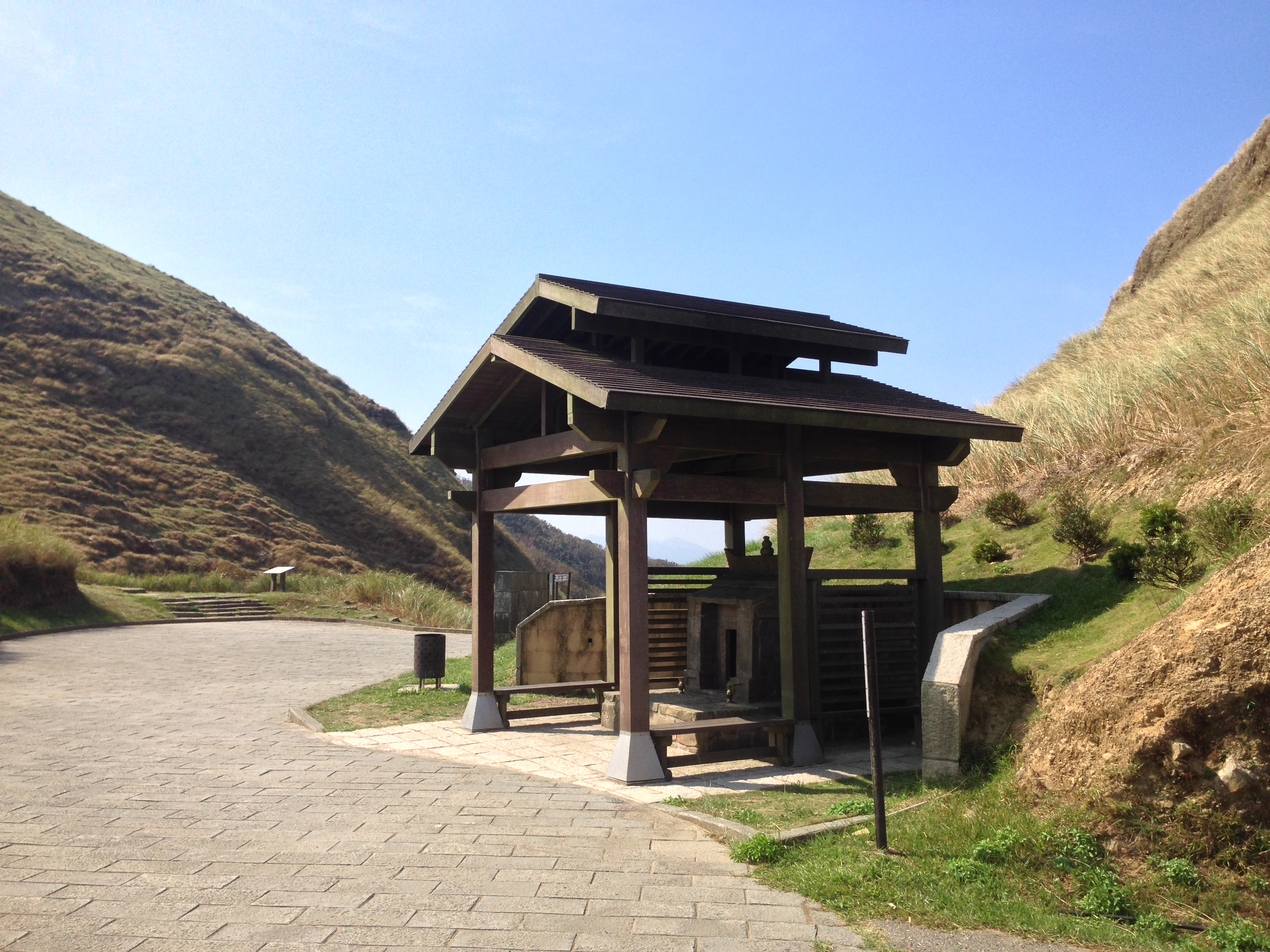
魷魚公廟與埡口

- 護管所：原為林地護管所，興建於1970年，防護森林發生火災、盗伐、濫墾之情事。1990年，改建為旅遊解說服務站，以滿足日益增加的遊客需求。

- 大里天公廟：本名慶雲宮，建於1836年，主祀由福州供奉來台的玉皇大帝。平時香火鼎盛，每年農曆的正月初九是當地慶典「拜天公」之日，會有從各地來參拜的信徒。廟下方有一大石，上有何應欽將軍親筆所題「蘭陽第一勝景」字蹟。

- 大里遊客服務中心：位於大里天公廟南側，隸屬東北角暨宜蘭海岸國家風景區管理處，提供遊客旅遊諮詢服務。

### 周邊
- 由福隆前往草嶺古道，除了沿省道台2線、台2丙前往遠望坑口，再由遠望坑街進入古道起點之外，亦可由福隆車站後方之虎子山街，翻越虎子山直達遠望坑。該路徑全程需步行約一小時，唯最後一段十餘分鐘路程為下坡山徑，雨天容易路滑，遊客應注意安全性。
- 由遠望坑口沿省道台2丙往西可通往貢寮、雙溪，再轉縣道102號往北可抵三貂嶺、金瓜石、九份等地。
- 由遠望坑口沿省道台2丙往東可接臺2線，往北可抵鹽寮抗日紀念碑、龍洞、鼻頭角等景點；往東可至福隆，附近有福隆海水浴場，續前行可抵臺灣島東端—三貂角，附近有三貂角燈塔。
- 由大里沿省道台2線往西南可抵頭城、宜蘭、羅東、蘇澳等宜蘭縣各鄉鎮。

## 外部連結
- 草嶺古道－交通部觀光局 （页面存档备份，存于）
- 東北角暨宜蘭海岸國家風景區管理處－草嶺古道 （页面存档备份，存于）
- 草嶺古道-新北市觀光旅遊網 （页面存档备份，存于）